# Henri Cler
Henri Cler, surnommé « Biffin », né le 21 septembre 1862 dans le faubourg Saint-Antoine, et mort tué par la police le 21 juin 1910 dans le même faubourg, est un ébéniste anarchiste et syndicaliste français.
Figure du mouvement anarchiste en France à partir des années 1890, il participe à l'organisation de plusieurs initiatives anarchistes, en accueillant par exemple Le Père Peinard dans des locaux qu'il loue ou Théodule Meunier chez lui pendant sa cavale pour plusieurs attentats. En parallèle, Cler est actif au sein des cercles ébénistes de la capitale, et devient gérant du Pot à colle, l'organe de presse des ébénistes de Paris.
En 1910, alors qu'il aide une grève, il est battu très violemment par un policier et meurt quelques jours plus tard des suites de ses blessures. Lors de ses funérailles, auxquelles assistent des dizaines de milliers de travailleurs, la foule s'oppose très violemment avec la police, qui charge à la cavalerie et au sabre dans la population. En tout, quarante policiers sont blessés ce jour là - dont certains poignardés et une centaine de manifestants touchés par les charges au sabre uniquement.

## Biographie
Henri Cler naît le 21 septembre 1862 dans le faubourg Saint-Antoine dans une famille d'origine belge. Selon son acte de naissance, il est le fils de Madeleine Decker, journalière et de Michel Cler, ébéniste. Cler travaille aussi comme ébéniste au sein du faubourg et épouse Rose Françoise Buchfinck, giletière, avec qui il a deux enfants.

À partir de 1887, il est connu comme lecteur de la presse et participant à des réunions anarchistes. Il est candidat anarchiste abstentionniste aux élections législatives de septembre 1889, et ne reçoit aucun vote. En 1891, Cler loue à son nom un atelier pour que des compagnons anarchistes puissent y travailler en commun. 

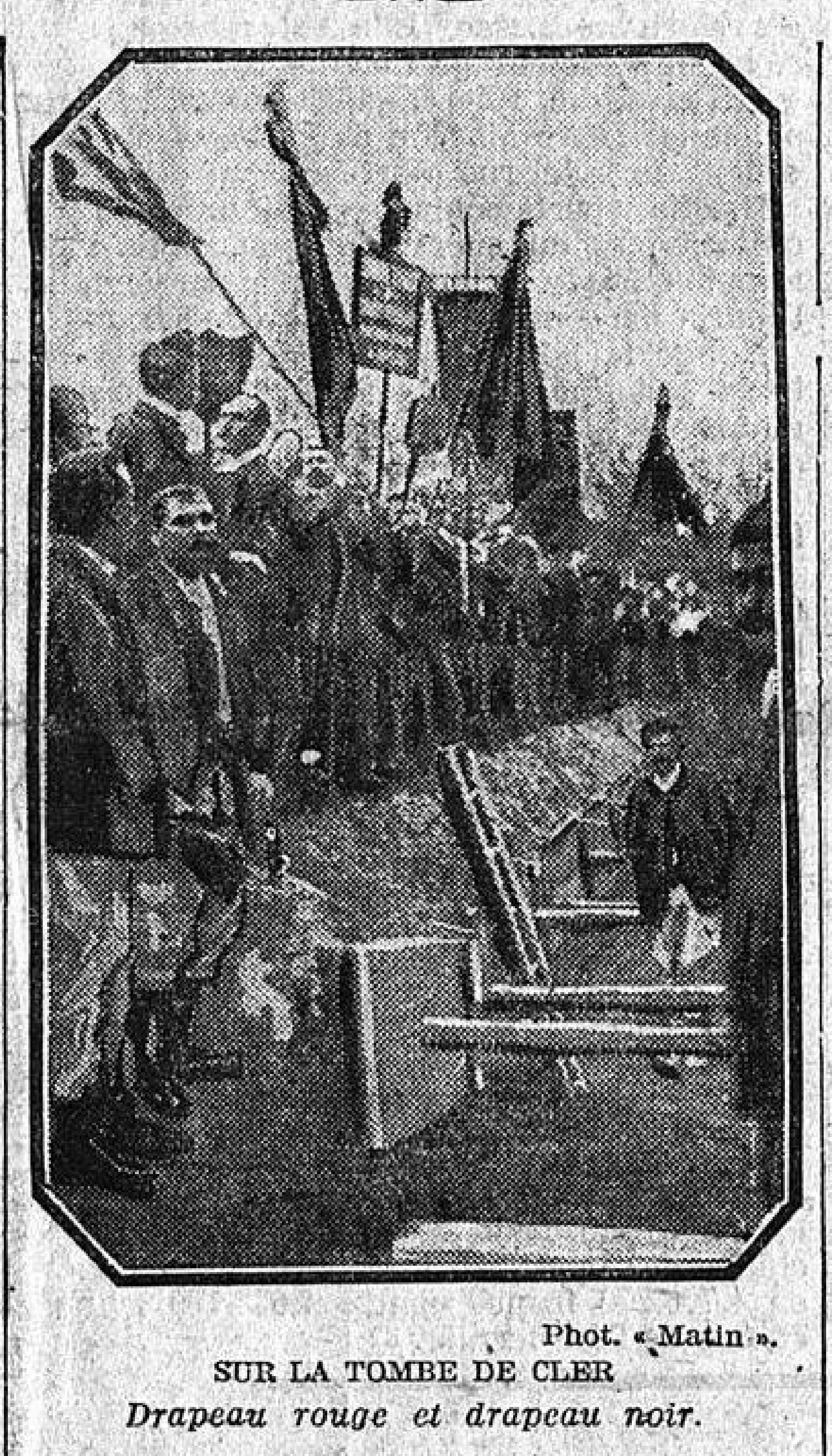
Funérailles de Henri Cler dans Le Matin (26 juin 1910)

Le Père Peinard s'installe un temps dans ces locaux, rue Triton, mais le manque de financements rend le projet difficile et le groupe déménage à la cloche de bois, c'est à dire part sans payer le propriétaire, une pratique que Cler effectue de nombreuses fois dans sa vie. Lors de ce déménagement, la concierge est « quelque peu malmenée », selon l'historienne Anne Steiner, et elle porte plainte contre l'anarchiste.
En 1893, Cler est remarqué par la police comme participant à de nombreuses réunions et soupçonné d'activités illégalistes. Les autorités le soupçonnent aussi d'avoir hébergé Théodule Meunier pendant sa cavale, un anarchiste du groupe des Piets-plats, responsable de l'attentat de la caserne Lobau et de celui du Véry.
En avril, dans le cadre des répressions de 1894 touchant le mouvement anarchiste, Cler est arrêté par les autorités qui s'appuient sur les deux premières lois scélérates. Il est relâché un mois plus tard, puis arrêté de nouveau en juillet, et obtient finalement un non-lieu le 14 juin 1895. En 1897, l'anarchiste est condamné à deux semaines de prison pour avoir « bousculé sa concierge lors d’un déménagement à la cloche de bois ».
L'année suivante, Cler devient gérant du Pot à colle, l'organe de presse des ouvriers de l'ameublement. En 1899, Cler est condamné à trois mois de prison pour injures et diffamation envers son ancien patron puis de nouveau à trois mois l'année suivante pour les mêmes chefs d'accusation, mais cette fois en tant que gérant du Pot à colle.
À partir de 1907, il est radié de la liste des anarchistes à surveiller par les autorités françaises - mais n'en demeure pas moins actif au sein du mouvement ouvrier et au sein des ébénistes parisiens, leur faisant de la propagande syndicale,. Alors qu'une grève se déclare chez les patrons ébénistes Sanyas et Popot en mai 1910 pour demander le renvoi d'un contremaître très mal vu, Cler se rend quotidiennement auprès des grévistes pour les soutenir, après son travail.
Le 13 juin 1910, alors qu'il est avec les grévistes, des échauffourées se déclarent entre eux et la police. Il est mortellement touché à la tête par des coups très violents assénés par un garde municipal avec la crosse de son revolver. Cler est récupéré par son patron, qui l'apprécie, et celui-ci l'emmène chez lui pour que son épouse puisse le soigner, sans succès - les deux l'envoient alors à l'hôpital Saint Antoine,. On le panse mais on ne le soigne pas et on lui donne l'indication de revenir le lendemain, ce qu'il fait. Dans les jours suivants, son état ne fait qu'empirer, et, finalement hospitalisé, il meurt des suites de ses blessures le 21 juin 1910,.

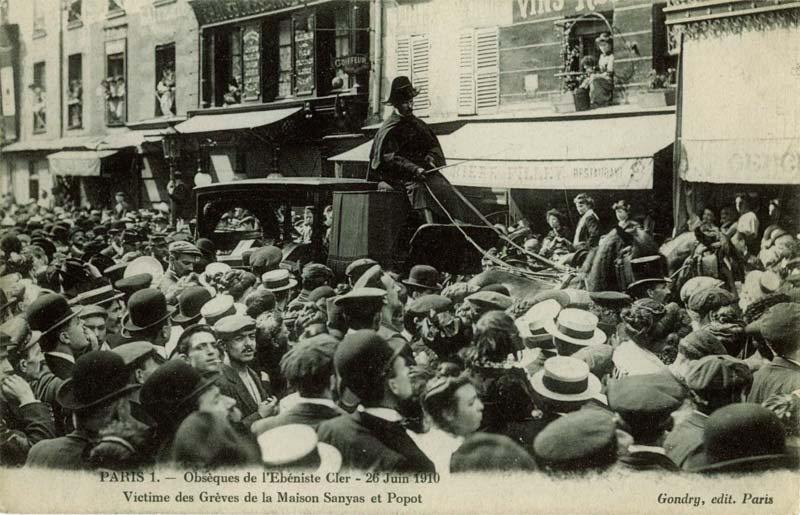
Procession funèbre de Cler (collections de FICEDL)

### Émeutes du 26 juin 1910

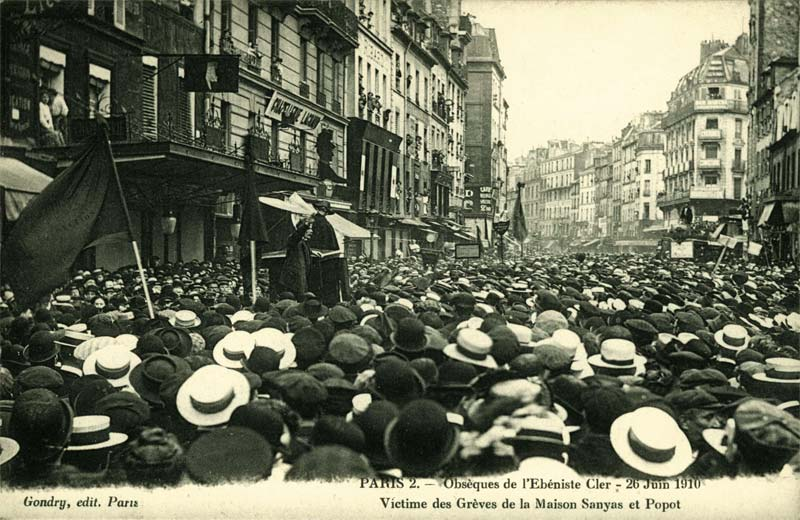
Drapeaux rouges et noirs pendant l'enterrement de Cler (collections de FICEDL)

La mort de Cler aux mains de la police provoque un instant de choc dans le faubourg, dont les murs se couvrent d'affiches parlant de l'« assassinat patronal et policier », et l'ensemble des sections syndicales appelle à participer à ses obsèques, prévues le 26 juin 1910. Les partis ouvriers sont opposés à une telle participation car ils craignent des débordements, mais pas écoutés.
Le jour même, un cortège de plusieurs dizaines de milliers de personnes accompagne son corps depuis son ancienne entreprise, au 127 rue du Faubourg Saint-Antoine, jusqu'au cimetière de Pantin. Le rassemblement devient vite très insurrectionnel ; la foule se bat avec la police, les postes de police sur le trajet sont caillassés, les non-grévistes et ceux qui refusent de se découvrir devant le corps attaqués. Plusieurs policiers sont blessés, et l'un d'entre eux est même poignardé. Les affrontements les plus violents ont lieu devant le cimetière, où la police fait des charges de cavalerie dans la foule avec ses sabres. En tout, plus de quarante policiers sont blessés, et une centaine de manifestants reçoit des coups de sabre ; la chaussée en ressort couverte de sang,. Selon des témoins policiers et habitants de Pantin, il s'agirait des émeutes les plus violentes de Paris depuis la Commune de Paris, quarante ans auparavant.

## Postérité

### Analyse
Selon Steiner, qui utilise les émeutes et sa figure comme un point important de sa monographie consacrée aux émeutes parisiennes de cette période, elle est indicative de l'évolution des manifestations en France, qui deviennent moins violentes au long du XXe siècle.

### Photographie policière
Sa photographie policière fait partie des collections du Metropolitan Museum of Art (MET).